# Gorenjska (Statistische Region)
Gorenjska (slowenisch: Gorenjska statistična regija) (dt.: Oberkrain) ist eine statistische Region in Slowenien auf NUTS-3-Ebene. Sie überlappt zu großen Teilen mit der auf Slowenisch gleichnamigen historischen Region Oberkrain.
Die Region, die für statistische Zwecke bestimmt ist, wurde im Mai 2005 eingeführt. Sie umfasst insgesamt 18 Gemeinden. Die größte Stadt ist Kranj. In der 2.137 km²  großen Region lebten am 1. Juli 2020 207.842 Menschen. Sie zählt als alpinste Region Sloweniens und liegt am Dreiländereck zu Italien und Österreich.

## Gemeinden
| Wappen | Gemeinde              | Deutscher (Italienischer) Name | Karte | Fläche km² | Einwohner (2023) | NUTS3- Code |
| ------ | --------------------- | ------------------------------ | ----- | ---------- | ---------------- | ----------- |
|        | Bled                  | Veldes (Bleda)                 |       | 72,3       | 8.190            | SI022       |
|        | Bohinj                | Wochein                        |       | 333,7      | 5.439            | SI022       |
|        | Cerklje na Gorenjskem | Zirklach                       |       | 78,0       | 7.854            | SI022       |
|        | Gorenja vas-Poljane   | Baiersdorf-Pölland             |       | 153,3      | 7.646            | SI022       |
|        | Gorje                 | Göriach                        |       | 116,2      | 2.793            | SI022       |
|        | Jesenice              | Aßling                         |       | 75,8       | 21.883           | SI022       |
|        | Jezersko              | Seeland                        |       | 68,8       | 671              | SI022       |
|        | Kranj                 | Krainburg                      |       | 150,9      | 57.171           | SI022       |
|        | Kranjska Gora         | Kronau (Monte Cragnisca)       |       | 256,3      | 5.878            | SI022       |
|        | Naklo                 | Naklas                         |       | 28,3       | 5.495            | SI022       |
|        | Preddvor              | Höflein                        |       | 87,0       | 3.870            | SI022       |
|        | Radovljica            | Radmannsdorf                   |       | 118,7      | 19.315           | SI022       |
|        | Šenčur                | Sankt Georg                    |       | 40,3       | 19.482           | SI022       |
|        | Škofja Loka           | Bischoflack                    |       | 146,0      | 23.779           | SI022       |
|        | Tržič                 | Neumarktl                      |       | 155,4      | 15.058           | SI022       |
|        | Železniki             | Eisnern                        |       | 163,7      | 6.643            | SI022       |
|        | Žiri                  | Sairach                        |       | 49,2       | 5.055            | SI022       |
|        | Žirovnica             | Scheraunitz                    |       | 42,6       | 4.509            | SI022       |
|        | Gesamt                |                                |       | 2.136,5    |                  |             |

## Nachbarregionen
| Italien | Österreich                                  | Österreich        |
| Goriška | Kompassrose, die auf Nachbargemeinden zeigt | Osrednjeslovenska |
| Goriška | Goriška, Osrednjeslovenska                  | Osrednjeslovenska |